# Навас, Луиза Евгения
Луиза Евгения Навас (исп. Luisa Eugenia Navas) — ботаник и профессор таксономии растений в Университете Чили.

## Биография
9 мая 1951 года она получила степень по химии и фармации. В том же году она стала ассистентом кафедры ботаники в Школе химии и фармации Чилийского университета. В 1958 году она была «Экстраординарный профессор» и ассистент Уго Гюнкеля в Педагогическом Институте (Metropolitan University of Educational Sciences) в секции криптогамных растений и, наконец, в 1985 году стала профессором на факультете химических и фармацевтических наук. Она изучает водоросли, она работает со своим отцом на Станции морской биологии в Монтемаре. С разрешения декана аптеки она два раза в неделю посещала Национальный музей естественной истории Сантьяго. От имени Умберто Фуэнзалида она реорганизовала Ботанический отдел криптогамии. Получив стипендию ЮНЕСКО, она изучала экологию растений в Мексике, в Политехнической школе со специалистами Монпелье и Сан-Луис-Потоси. Позже она работает в ботаническом саду Центрального университета Каракаса.

## Ботаническиеэпонимы
Chorizanthe navasiae  Teillier et J.Macaya
был назван в её честь.

## Таксоны, описанные Л. Е. Навас
- Gamochaeta oligantha  (Phil.) L.E.Navas[2]

- Gavilea longibracteata  (Lindl.)Sparre ex L.E.Navas[3]

- Glandularia lypozigioides (Walp.) L.E.Navas[4]

- Myrceugenia colchahuensis  (Phil.) L.E.Navas[5]

- Urtica trichantha  Acevedo et L.E.Navas[6]

## Научные работы
- Flora de la cuenca de Santiago de Chile Tomo I
- Tomo II
- Tomo III